# Percy Fawcett
Percival Harrison Fawcett (Torquay, 18 de agosto de 1867-¿río Xingú?, c. 29 de mayo de 1925) fue un coronel, arqueólogo y explorador inglés. Fawcett junto con su hijo Jack y el amigo de este, Raleigh Rimell, desapareció en circunstancias desconocidas en 1925 durante una expedición para encontrar «Z», nombre que le dio a una antigua ciudad perdida que creía ser El Dorado, en la selva inexplorada de Brasil.

## Vida y carrera

### Familia y formación
Fawcett nació el 18 de agosto de 1867 en la localidad de Torquay del condado de Devon (Inglaterra), hijo de Edward B. y Myra Fawcett. Recibió su educación en el Newton Abbot Proprietary College. Su padre, nacido en la India, era miembro de la Royal Geographical Society, y de él heredó Percy su interés por la aventura y las exploraciones. Su hermano mayor Edward Douglas Fawcett (1866-1960) era alpinista, ocultista oriental y escritor de novelas populares de aventuras.
En 1886 recibió un destino en la Artillería Real y sirvió en Trincomalee (Ceylán) donde además conoció a su esposa. Más tarde trabajó para el servicio secreto británico en África del Norte y aprendió técnicas de topografía. También fue amigo de los escritores H. Rider Haggard y Arthur Conan Doyle; este usaría más tarde sus informes como fuente de inspiración para su famosa novela El mundo perdido.

### Primeras expediciones
La primera expedición de Fawcett a Sudamérica fue en 1906, cuando a la edad de treinta y nueve años viajó a Brasil para cartografiar un área de la selva en la frontera entre Brasil y Bolivia (pampas del río Heath), por encargo de la Royal Geographical Society, que había sido comisionada para cartografiar la región en calidad de árbitro imparcial en una disputa fronteriza. Llegó a La Paz en junio. En su expedición de 1907, Fawcett afirmó haber visto y disparado a una anaconda gigantesca de 19 metros de largo, por lo que fue extensamente ridiculizado por la comunidad científica. Describió otros animales misteriosos, desconocidos para la zoología, como un pequeño perro de apariencia felina casi del tamaño de un foxhound inglés, que afirmó haber visto dos veces, o la araña gigante Apasanca, que se decía que había picado a varios habitantes del lugar.
Fawcett realizó siete expediciones entre 1906 y 1924. Se llevaba bien con los lugareños, sobre todo gracias a los regalos que distribuía y a su paciencia y comportamiento amable. En 1908, rastreó la fuente del río Guaporé y en 1910 hizo un viaje al río Heath, en la frontera de Perú y Bolivia, para encontrar su origen. Después de su expedición de 1913, supuestamente afirmó haber visto perros con narices dobles. Estos pudieron haber sido sabuesos andinos de dos narices. Sobre la base de una investigación documental, Fawcett formuló sus teorías sobre la «ciudad perdida de Z» en Brasil al inicio de la Primera Guerra Mundial. Ya de vuelta al Reino Unido abandonó la Royal Geographical Society por desavenencias con sus miembros. Regresó al servicio activo, se ofreció como voluntario para el frente en Flandes y encabezó una brigada de artillería, a pesar de tener casi cincuenta años de edad. Herido en la batalla del Somme por exposición al gas de cloro, lo que afectaría su visión, fue ascendido a teniente coronel por su acción en combate. Después de la guerra, regresó a Brasil para estudiar la fauna  y la arqueología local.

### Búsquedas de una civilización prehistórica

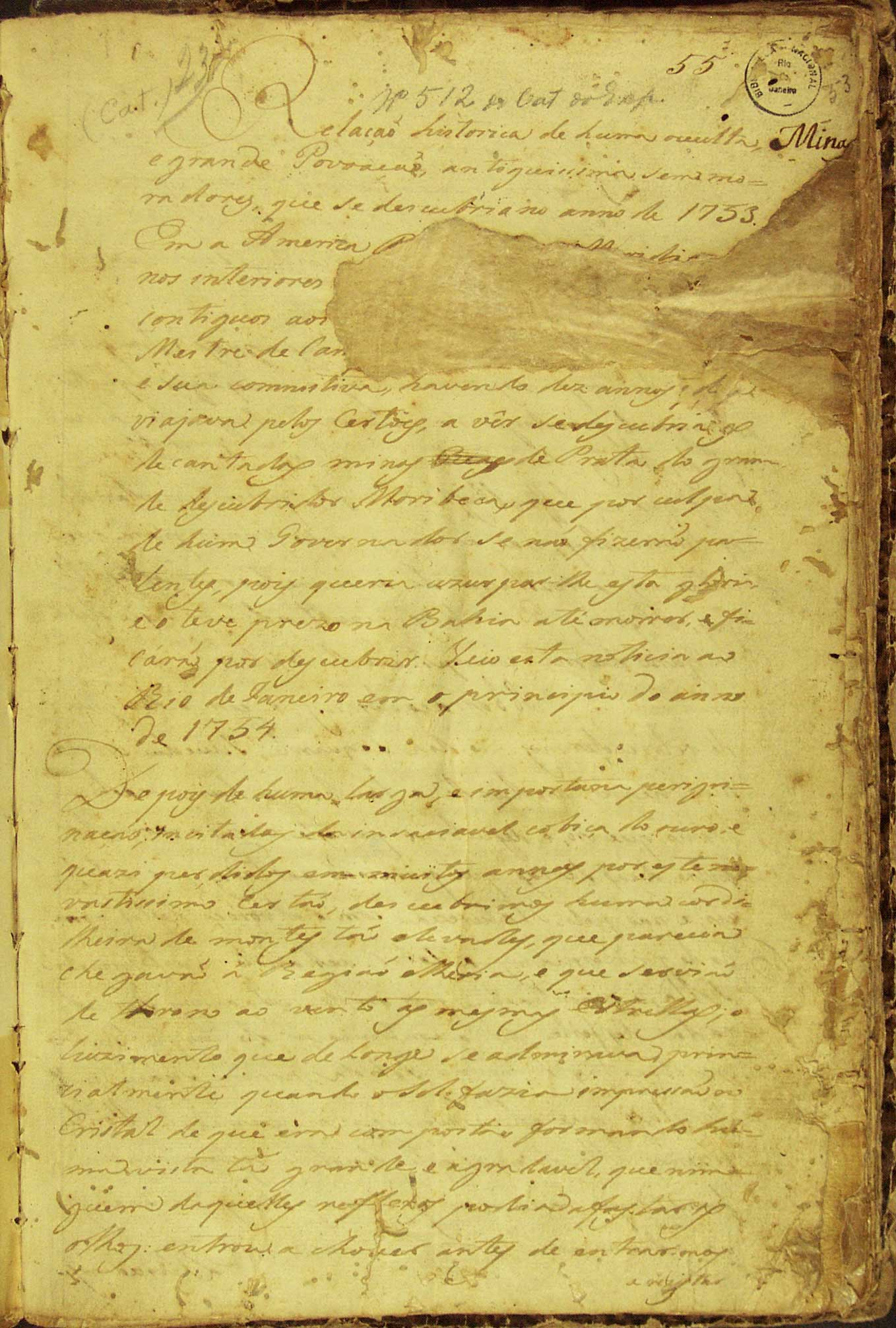
Primera página del manuscrito 512.

Fawcett había estudiado antiguas leyendas y archivos históricos, por lo que se convenció de que había existido una ciudad perdida en algún lugar de la región de Mato Grosso, ciudad a la que puso el nombre de «Z». Según el propio Fawcett, su principal fuente escrita era un documento portugués del siglo XVIII, dejado por un grupo de cazadores de fortuna que anduvieron durante diez años por regiones interiores de Brasil, y finalmente descubrieron una antigua ciudad en ruinas, la ciudad perdida del Manuscrito 512. Dicho documento fue presentado el 6 de febrero de 1911 ante la Royal Geographical Society y sirvió de base para futuras expediciones.
Para Fawcett, aquella ciudad, o ciudad de Raposo, como prefería llamarla, era una de las varias ciudades perdidas del Brasil, remanentes de una vieja civilización, la Atlántida, cuyo pueblo había degenerado, pero aún conservaba vestigios de un pasado olvidado, en momias, pergaminos y láminas de metal cinceladas. Por otra parte, Hiram Bingham, un profesor estadounidense de historia interesado en encontrar los últimos reductos incaicos de Vilcabamba, llegó a Machu Picchu el 24 de julio de 1911, lo que convenció aún más a Fawcett de explorar su teoría.
Otro testimonio de la existencia de aquella civilización prehistórica lo representaba para Fawcett una extraña estatuilla de basalto negro, de 25 cm de alto, cuyo origen no se había podido identificar claramente. Fawcett la obtuvo de su amigo H. Rider Haggard y la llevaba consigo en su última expedición. Tras recurrir a la ayuda de un psicometrista, según relata Fawcett, averiguó que la estatuilla era de origen atlante.
En 1921 Fawcett emprendió una expedición por Bahía, guiándose tanto por el Manuscrito 512 como por el testimonio de otro viajero británico, el coronel O´Sullivan Beare, excónsul en Río de Janeiro, quien afirmaba haber visitado una ciudad perdida parecida a la del Manuscrito 512, a pocos días de camino de la ciudad de Salvador de Bahía. 
Según menciona Fawcett en su libro, después de recorrer la región del río Gongogi logró reunir nuevos testimonios de la existencia de ciudades perdidas.

### Expedición final
El 3 de diciembre de 1924 presentó sus planes para la siguiente expedición, cuya duración se preveía que fuera de tres años. En 1925, con el apoyo de un grupo financiero con base en Londres, denominado The Glove ("El Guante"), Fawcett regresó a Brasil con su hijo mayor Jack para realizar una expedición con el propósito de descubrir aquellas ciudades perdidas. Antes de partir, Fawcett dejó instrucciones declarando que si él y sus compañeros no volvían, no debía enviarse expedición de rescate alguna en su busca, o de lo contrario los rescatadores sufrirían su mismo destino.
Siendo un hombre con años de experiencia, Fawcett viajaba con todos los pertrechos cuidadosamente escogidos, como alimentos enlatados, leche en polvo, armas, pistolas de bengalas y, por supuesto, un sextante y un cronómetro para determinar la latitud y la longitud. También escogió personalmente a sus compañeros para esta expedición, ambos elegidos por su salud física, habilidad y lealtad el uno al otro: su hijo mayor Jack Fawcett y el amigo de muchos años de Jack, Raleigh Rimell. Fawcett escogió solo a dos compañeros, de modo que podrían viajar más ligeramente y pasar más desapercibidos por las tribus de la selva, algunas de las cuales eran hostiles a los exploradores. En aquel entonces, muchas tribus aún no habían entrado en contacto con los blancos.
El 20 de abril de 1925, su última expedición partió de Cuiabá. Además de sus dos compañeros británicos, Fawcett viajaba con dos arrieros brasileños y el grupo llevaba consigo dos caballos, ocho mulas y dos perros. El último mensaje de la expedición data del 29 de mayo de 1925; se trata de una carta del explorador a su esposa en la cual le informaba de que estaba listo para entrar en territorio inexplorado acompañado únicamente de Jack y Raleigh Rimmell; la misiva fue enviada con ayuda de un mensajero indígena. Se informó de que estaban cruzando el Alto Xingú, un afluente sudoriental del río Amazonas. La última carta, escrita en Dead Horse Camp, indicaba su ubicación y tenía un tono optimista. Desde entonces nada más se supo de ellos.
Muchos supusieron que los indígenas locales los habían matado, ya que en aquel entonces varias tribus habitaban en las cercanías: los kalapalos, que fueron los últimos en verlos, o los arumás, suyás, o xavantes, en cuyo territorio estaban penetrando. Ambos jóvenes ya estaban enfermos y caminaban con dificultad cuando fueron vistos por última vez, pero no hay ninguna prueba de que fueran asesinados. Es probable que murieran de causas naturales en la selva brasileña.
En 1927 una placa de identificación con el nombre de Fawcett fue encontrada en una tribu indígena. En junio de 1933 una brújula de teodolito perteneciente a Fawcett fue encontrada cerca del territorio de los indios baciary del Mato Grosso por el coronel Aniceto Botelho. Como se pudo averiguar posteriormente, la placa con el nombre de Fawcett era de la época de su expedición de 1921 y lo más probable es que el coronel la hubiera ofrecido como regalo al jefe de la tribu; en el caso de la brújula, también se pudo probar que había sido dejada antes de que Fawcett se hubiese adentrado en la selva en su viaje final.

## Expediciones posteriores, explicaciones y teorías

### Rumores e informes no verificados
Durante las décadas siguientes, varios grupos efectuaron expediciones de rescate sin resultados. Lo que lograron recopilar solamente fueron varios rumores que no podían ser verificados. Además de relatos según los cuales Fawcett había sido muerto por indios o animales salvajes, existía una historia según la cual Fawcett había perdido la memoria y pasó el resto de su vida como jefe de una tribu de caníbales.
Aproximadamente cien de los «potenciales rescatadores» perecieron en más de trece expediciones enviadas para desvelar el destino de Fawcett. Una de las primeras expediciones estaba dirigida por el explorador estadounidense George Miller Dyott en 1927, quien afirmó haber encontrado pruebas de la muerte de Fawcett a manos de los indios aloique, pero la veracidad de su historia fue pronto puesta en duda. Una expedición de 1951 desenterró huesos humanos que más tarde resultaron no tener relación con Fawcett o sus compañeros. Los indios de la tribu kalapalo capturaron a la expedición de 1996, pero los liberaron unos días más tarde cuando los expedicionarios les habían dejado todo su equipo.[cita requerida]

### Historia de Villas-Bôas
El explorador danés Arne Falk-Rønne viajó al Mato Grosso en la década de 1960. En un libro de 1991 escribió que supo el destino de Fawcett de boca de Orlando Villas-Bôas, quien lo había oído de uno de los asesinos de Fawcett. Por lo visto, el coronel y sus compañeros tuvieron un accidente en el río y perdieron la mayor parte de los regalos que habían traído para las tribus indígenas. Seguir el camino sin regalos resultaba ser una violación del protocolo local. Ya que los miembros de la expedición entonces estaban todos más o menos seriamente enfermos, la tribu kalapalo que encontraron decidió matarlos. Los cadáveres de Jack Fawcett y Raleigh Rimell fueron lanzados al río; el coronel Fawcett, considerado un anciano y por lo tanto distinguido, recibió un entierro apropiado. Falk-Rønne visitó la tribu kalapalo y relató que uno de sus miembros había confirmado la historia de Villas-Bôas sobre como y por qué Fawcett había sido asesinado.

### ¿Los huesos de Fawcett?
En 1951 Orlando Villas-Bôas supuestamente recibió los huesos restantes del esqueleto de Fawcett y los hizo analizar científicamente. Según se afirma, el análisis confirmó que los huesos pertenecían a Fawcett. Sin embargo, Brian Fawcett (1906-1984), hijo menor del coronel, rehusó aceptarlos. Villas-Bôas afirmó que Brian estaba demasiado interesado en obtener dinero de la venta de libros sobre la desaparición de su padre. El análisis científico posterior confirmó que los huesos no eran de Fawcett. Desde 1965 los huesos, según se informa, descansaban en una caja en el apartamento de uno de los hermanos Villas-Bôas en São Paulo.[cita requerida]
En 1998 el explorador inglés Benedict Allen intentó dirigirse a los indios kalapalo, los que, según Villas-Bôas, habían admitido que mataron a los tres miembros de la expedición Fawcett. Un anciano de los kalapalo, Vajuvi, afirmó durante una entrevista con Allen filmada por la BBC que los huesos encontrados por Villas-Bôas aproximadamente 45 años antes no eran realmente de Fawcett. Vajuvi también negó que su tribu hubiese tenido participación alguna en la desaparición de Fawcett. No existe prueba contundente alguna que apoye una u otra declaración.

### Documental ruso
En 2003 una película documental rusa, "Проклятье золота инков / Экспедиция Перси Фоссета в Амазонку" (La maldición del oro de los incas / Expedición de Percy Fawcett al Amazonas), fue realizada como parte de la serie de TV "Тайны века" (Misterios del siglo). Entre otras cosas, la película se concentra en la expedición de Oleg Aliyev al lugar supuestamente aproximado al último paradero de Fawcett, así como en las conclusiones, impresiones y presunciones de Aliyev sobre el destino del coronel desaparecido.

### Comuna en la selva
El 21 de marzo de 2004 el periódico británico The Observer relató que el director de televisión Misha Williams, que había estudiado los documentos personales de Fawcett, creyó que Fawcett no había tenido la intención de volver a Gran Bretaña, sino que más bien había deseado fundar en la selva una comuna basada en principios teosóficos y la adoración de su hijo Jack. Williams planteó su investigación con algunos detalles en el prefacio a su obra teatral AmaZonia, estrenada por primera vez en abril de 2004.

### La ciudad perdida de Z
En 2005 David Grann, reportero titular de la revista The New Yorker, visitó la tribu kalapalo y descubrió que esta había transmitido una historia oral sobre Fawcett, uno de los primeros blancos que la tribu había visto. La historia oral decía que Fawcett y su grupo se habían quedado en su pueblo y luego se habían marchado en dirección hacia el este. Los kalapalos advirtieron a Fawcett y sus compañeros que no tomaran ese camino, pues serían muertos por los «indios feroces» que ocupaban aquel territorio. Sin embargo, Fawcett insistió en ir. Los kalapalos observaron el humo de la fogata de la expedición cada tarde durante cinco días antes de que desapareciera. Los kalapalos dijeron que estaban seguros de que los indios feroces los habían matado. El artículo también relata que una civilización monumental llamada Kuhikugu realmente pudo haber existido cerca de donde Fawcett buscaba, como fue descubierto recientemente por el arqueólogo Michael Heckenberger y otros. Los hallazgos de Grann están detallados en su libro The Lost City of Z (2009).

## En la cultura popular
La historia de Fawcett es narrada gráficamente en el número 58 de la revista mexicana de historietas Duda, del 9 de agosto de 1972, titulado Los habitantes de la tierra prohibida.
En la novela de Charles MacLean de 1982 The Watcher, el protagonista cree ser una reencarnación de Percy Fawcett.
En 2005, el escritor de The New Yorker David Grann visitó a la tribu Kalapalo e informó que aparentemente había conservado una historia oral sobre Fawcett, uno de los primeros europeos que la tribu había visto. El relato oral decía que Fawcett y su grupo se habían quedado en su aldea y luego se habían ido, dirigiéndose hacia el este. Los Kalapalos advirtieron a Fawcett y sus compañeros que si iban por ese camino serían asesinados por los "indios feroces" que ocupaban ese territorio, pero Fawcett insistió en ir. Los Kalapalos observaron el humo de la fogata de la expedición cada noche durante cinco días antes de que desapareciera. Los Kalapalos dijeron que estaban seguros de que los feroces indios los habían matado. [16] El artículo también informa que una civilización monumental conocida como Kuhikugu pudo haber existido cerca de donde Fawcett estaba buscando, como lo descubrió recientemente el arqueólogo Michael Heckenberger y otros. Los hallazgos de Grann se detallan en su libro The Lost City of Z (2009).
En 2016, James Gray escribió y dirigió una adaptación cinematográfica del libro de Grann, con Charlie Hunnam como Fawcett.
En 2016, la artista chilena Pilar Quinteros realizó la obra "Señales de Humo"tomando como referencia la historia del explorador. Viajó al mismo lugar donde se le vio por última vez y construyó con materiales degradables el mismo portal dibujado por Fawcett presente en su última carta.
El episodio 133 del podcast de terror británico The Magnus Archives presenta un relato ficticio dado por Fawcett que describe los eventos que ocurrieron en su expedición final.
En 2022, Vox lanzó un cortometraje documental de 6 minutos y 54 segundos en YouTube como parte de su serie de videos 'Atlas' que investiga los viajes de Fawcett en el Amazonas, discutiendo sus errores y la realidad de las 'Ciudades Perdidas' a través de la tecnología moderna.

## Obras
- Fawcett, Percy and Brian Fawcett (1953), Exploration Fawcett, Phoenix Press (reimpreso en 2001), ISBN 1-84212-468-4
- Fawcett, Percy and Brian Fawcett (1953), Lost Trails, Lost Cities, Funk & Wagnalls ASIN B0007DNCV4
- Fawcett, Brian (1958), Ruins in the Sky, Hutchinson of London.

## Inspiraciones ficticias
- Fawcett fue el tema de un episodio de la serie Buscando la verdad.

- Arthur Conan Doyle se basó parcialmente en Fawcett para crear al personaje del Profesor Challenger, y las historias de la "ciudad perdida de Z" fueron la base para su novela El mundo perdido".[21]

- Un crítico contemporáneo de la novela de Evelyn Waugh Un puñado de polvo sugirió que Waugh pudo haber derivado parcialmente la trama a partir de la desaparición de Fawcett.[22] El héroe de la novela desaparece en la selva brasileña y es mantenido cautivo allí.

- Fawcett ha sido propuesto como una posible inspiración para Indiana Jones, el arqueólogo/aventurero ficticio.[23][24] Una versión ficticia de Fawcett ayuda a Jones en la novela Indiana Jones y los siete velos.[25]

- Fawcett fue el prototipo de Percy Foster, explorador ficticio de la novela rusa La tumba de Tame-Tung. En esta, Foster y su hijo se obsesionan con las riquezas de los indígenas y son asesinados por su excompañero Raleigh Rimer (basado en Raleigh Rimmel) para evitar el saqueo.

- Según un artículo en Comics Scene #45, Fawcett fue la inspiración de Kent Allard, un alter ego de La Sombra.[13]

- El director Pete Docter mencionó a Fawcett como una de las fuentes de inspiración para el personaje Charles F. Muntz, antagonista de la película de Pixar Up.[cita requerida]

- El libro de David Grann La ciudad perdida de Z fue elegido por la productora fílmica Plan B de Brad Pitt y el estudio Paramount Pictures para realizar una adaptación cinematográfica. La película fue estrenada en 2016, con Charlie Hunnam en el papel de Fawcett y dirigida por James Gray.[6]
- Alain Mesili, andinista, aventurero y escritor franco-boliviano, publica en Plural Editores, el primer tomo de una saga histórica  de 4 tomos de 1700 páginas, inspirada de la vida Fawcett.  El primer tomo se llama: "Amazonía Travesía..."[26]